# IAPI (Salvador)
Iapi é um bairro de Salvador. O bairro tem como via principal a rua Conde de Porto alegre que faz a ligação da Av. Barros Reis próximo ao largo do retiro, até o Largo do Tamarineiro, que faz ligação com o bairro da Caixa d'Água, Pau Miúdo e Baixa de Quintas, além das diversas vias que se originam ao logo do percurso, das quais destacam-se a Rua Pero Vaz fazendo conexão direita ao bairro de mesmo nome, ha também a Rua Dr Arlindo Teles fazendo uma bifurcação para dar origem a ligação direta ao bairro da Santa Monica e à Av. San Martin. O bairro pertence à Região Administrativa IV (Quatro) - "Liberdade".

## História
O Instituto de Aposentados e Pensionistas da Indústria (IAPI) foi criado com a finalidade de abrigar uma parte dos funcionários e ex-funcionários da industria. O bairro tem, em seu ponto mais alto, o condomínio residencial, construído pelo IAPI. Este condomínio recebeu seus primeiros moradores no início dos anos 50. É considerado um dos bairros de classe-média que inicialmente foi dividido em duas partes Jardim Vera Cruz e Jardim Eldorado, ambos localizados próximo ao atual final de linha.[carece de fontes?]
No Jardim Vera Cruz moram a maior parte de famílias de classe alta do bairro, onde mora o Vovó do Ylê Ayê e a Família Rocha uma das mais tradicionais e ricas da região.[carece de fontes?]
Com o passar dos anos, estão sendo criados projetos para habitação do Iapi, se tornar um bairro de classe-alta de Salvador, o que ainda não saiu do papel. Contudo, com o crescimento populacional característico da cidade de Salvador, o bairro passou a ser circundado por diversas comunidades carentes, como a Nova Divinea, por exemplo.[carece de fontes?]

## Demografia
Foi listado como um dos bairros mais perigosos de Salvador, segundo dados do Instituto Brasileiro de Geografia e Estatística (IBGE) e da Secretaria de Segurança Pública (SSP) divulgados no mapa da violência de bairro em bairro pelo jornal Correio em 2012. Ficou entre os mais violentos em consequência da taxa de homicídios para cada cem mil habitantes por ano (com referência da ONU) ter alcançado o nível mais negativo, com o indicativo "mais que 90", sendo um dos piores bairros na lista.